# سرتخت‌ها
سرتخت‌ها (نام علمی: Platycephalus) نام یک سرده از تیره زمین‌کن‌ماهیان است.